# Bullenkopfstreitkolben

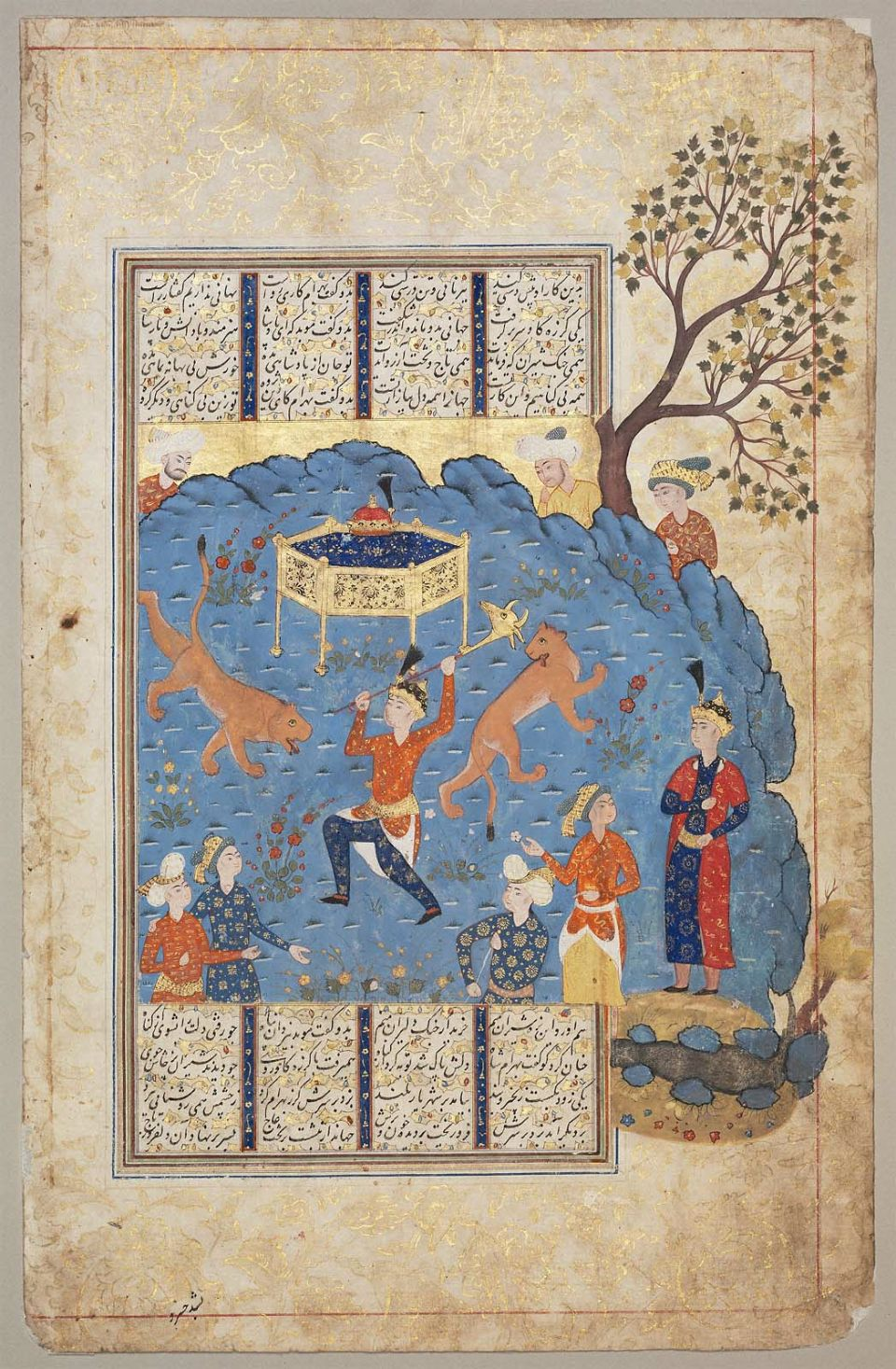
Figur aus Schāhnāme: Bahram V. benutzt den Bullenkopfstreitkolben

Der Bullenkopfstreitkolben, engl. Bull-Head-Mace, ist eine Waffe aus Persien.

## Beschreibung
Der Bullenkopfstreitkolben hat einen metallenen, schweren, hohl gearbeiteten Schlagkopf, der in der Form eines Bullenkopfes geformt ist. Durch die hohle Gestaltung des Kopfes gibt es einen pfeifenden Ton, wenn man mit dem Streitkolben zuschlägt. Der Schaft ist meist rund und aus Metall. Es gibt verschiedene Versionen, die in Länge und Gestaltung variieren. Artverwandt mit diesem Streitkolben ist der Teufelskopfstreitkolben.
Der Iranischen Mythologie nach hat sich Fereydūn für den Kampf mit dem Tyrannen Zahhak einen Streitkolben mit einem Bullenkopf schmieden lassen.